# Louis Palmer

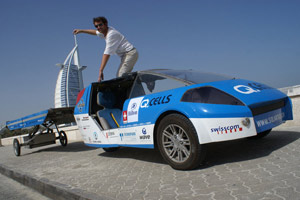
Palmer in seinem „Solartaxi“

Louis Palmer (* 1971 in Budapest) ist ein Schweizer Umweltaktivist.

## Leben
Palmer ist in Luzern aufgewachsen. Nach der Schule wurde er zuerst Lehrer. Nach mehreren Reisen begann er Projekte mit solarer Energie. Im Jahr 1996 durchquerte er die Vereinigten Staaten mit einem Ultraleichtflugzeug. Für dieses Experiment bekam er den Preis „Herausragendster Flug des Jahres“ von der Amerikanischen Ultraleichtflugzeug-Vereinigung.

## Projekte

### Solartaxi
Im Jahr 2004 begann Palmer mit dem Bau eines elektrisch angetriebenen Autos, das seine Energie von mitgeführten und stationären Photovoltaikmodulen erhielt. Er nannte das Fahrzeug Solartaxi. Er umrundete mit diesem Auto zwischen 2007 und 2008 die Welt. Mit dem Solartaxi legte er dabei über 54.000 km zurück und fuhr durch mehr als 40 Länder. Im Jahr 2008 endete die Tour nach 18 Monaten in Luzern. Währenddessen machte sein Begleiter, Erik Schmitt, einen Dokumentarfilm über die Reise mit dem gleichnamigen Titel. Ein Jahr später gewann er den Europäischen Solarpreis.

### Zero Race
Palmer war Initiator und Tourleiter des sogenannten Zero Race. Das Rennen fand zwischen August 2010 und Februar 2011 statt. Ziel war eine Weltumrundung in 80 Tagen, um somit zu zeigen, dass emissionsfreie Fahrzeuge dies schaffen können. Durch dieses Rennen gelang es ihm erneut, Aufmerksamkeit für seine Vision eines nachhaltigen Lebens zu gewinnen. Im Jahr 2011 wurde er von der UNEP mit dem Preis "Champion of the Earth" in der Kategorie Inspiration und Action ausgezeichnet.

### WAVE – World Advanced Vehicle Expedition
Diese von Palmer organisierte Elektroauto-Rallye begann im Jahr 2011 in Paris und endete im September desselben Jahres in Prag. Hier begleiteten ihn 25 elektrische Autos aus über acht Ländern. Die Veranstaltung machte in 30 Städten mit der Absicht Halt, der Öffentlichkeit zu  zeigen, dass elektrische Autos nachhaltig seien. Alle Fahrzeuge mussten ihre eigene Energie aus erneuerbarer Energie gewinnen und diese ins Netz einspeisen.
Seither findet die WAVE jedes Jahr mit zunehmenden Teilnehmerzahlen statt. An der WAVE Switzerland 2017 für eine Strecke von 1.600 km in 8 Tagen hatten 112 Teams teilgenommen. Inzwischen sind auch Pedelecs und andere Elektrofahrzeuge eingebunden. 2019 wird es erstmals eine WAVE Germany geben.

### Switzerland Explorer/Switchbus
Gemeinsam mit seiner Frau, Julianna Priskin, gründete er die Firma Switzerland Explorer mit dem selbsternannten Ziel, mit dem ersten elektrischen Tourbus der Welt für Gruppen und Individualreisende nachhaltige Touren durch die Schweiz anzubieten. Als Basis-Fahrzeug diente ihm ein IVECO Daily der Bundeswehr, den er zum Elektroantrieb umbauen liess. Der Bus bietet derzeit Platz für 16 Personen und hat eine Reichweite von bis zu 300 km. Die Touren führen meist in die UNESCO Biosphäre Entlebuch, zum Rhonegletscher oder in einer Woche rund um die ganze Schweiz.

## Schriften
- Verrückt nach dieser Welt: Abenteuer zwischen Himmel und Erde. Delius Klasing Verlag, Bielefeld 2005, ISBN 978-3-7688-1682-3